# Barka (stichting)
Barka is een Poolse stichting die zicht richt op sociaal werk en onderwijs aan en de huisvesting en re-integratie van Poolse daklozen en gemarginaliseerden in verschillende Europese landen, waaronder Nederland. 
De organisatie werd opgericht in 1989 in Polen. De activiteiten werden naar het buitenland uitgebreid toen in 1995 een project  werd gestart in Frankrijk. In 1996 werd Stichting Barka in Alkmaar opgericht en in 2007 Barka UK in Londen en Barka Migrants’ Support in Ierland. De gemeente Utrecht gaf in 2011 Barka de opdracht Poolse daklozen aldaar te helpen. In de opstartfase werd een illegaal tentenkamp van Poolse daklozen ontdekt in Amelisweerd. Er worden ook projecten gestart in Den Haag, Amsterdam, Rotterdam, Arnhem, Eindhoven, Berlijn, Bremen en Stockholm. 